# Florian Guillou

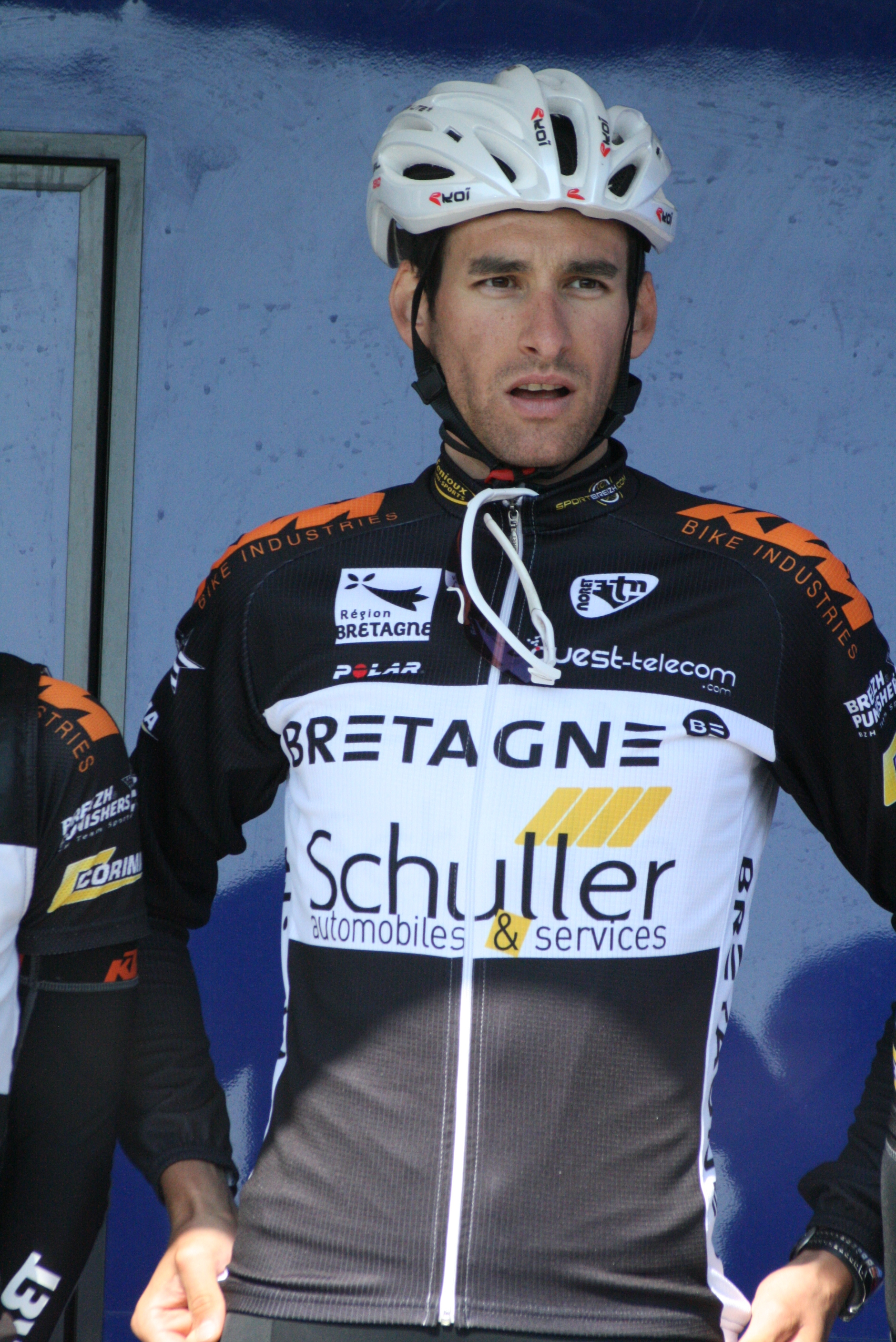
Florian Guillou bei den Vier Tagen von Dünkirchen 2011

Florian Guillou (* 29. Dezember 1982 in Concarneau) ist ein ehemaliger französischer Radrennfahrer.
Guillou gelang 2006 ein Etappensieg bei der Kreiz Breizh Elites, ein Jahr später wurde er Profi beim Continental Team der Unibet.com-Mannschaft. Von 2008 bis 2009 fuhr er für das Team Roubaix Lille Métropole, bevor er 2010 zu Bretagne-Schuller wechselte. Mit dem Team gelang ihm 2011 ein Sieg beim als Mannschaftszeitfahren ausgetragenen Prolog der Tour Alsace, der allerdings nicht Teil des UCI-Rennens war. Von 2010 bis 2015 fuhr er für Bretagne-Schuller, für die er die Tour de France 2014 auf Rang 62 beendete.

## Teams
- 2007 Unibet.com Continental Team
- 2008–2009 Roubaix Lille Métropole
- 2010–2015 Bretagne-Schuller